# Anneliese Maier
Anneliese Maier (Tubinga, 17 novembre 1905 – Roma, 2 dicembre 1971) è stata una filosofa tedesca.
Si è occupata principalmente di storia della filosofia e della scienza.

## Biografia
Figlia del filosofo Heirich Maier (1876-1933), i suoi interessi si concentrarono sulle teorie fisiche della tarda scolastica, con una particolare attenzione alla parte svolta nell'anticipare il moderno pensiero scientifico. Dal 1923 al 1926, studiò Scienze naturali e filosofia alle Università di Berlino e di Zurigo.  Nel 1936, si trasferì a Roma, dove lavorò fino al 1945 alla Biblioteca Apostolica Vaticana. Frutto di questo intenso periodo di lavoro sono, fra le altre opere, i cataloghi dei manoscritti del fondo Borghesiano (Codices burghesiani Bibliothecae Vaticanae, 1952).
Fu membro dell'Accademia delle Scienze di Gottinga e di Monaco. Nel 1966, ricevette la Medaglia George Sarton per i suoi studi sulla storia della filosofia naturalistica nel Medioevo. La Fondazione Alexander Von Humboldt ha istituito una borsa di ricerca a lei dedicata, l'Anneliese Maier Research Award.

## Opere
In lingua inglese
- On the Threshold of Exact Science: Selected Writings of Anneliese Maier on Late Medieval Natural Philosophy, Steven D. Sargent, ed. and trans. (Philadelphia: University of Pennsylvania Press, 1982).

In lingua tedesca
- Kants Qualitätskategorien, 1930.
- Die Mechanisierung des Weltbildes im 17. Jahrhundert, 1938.
- Studien zur Naturphilosophie der Spätscholastik, 5 pvolumi, 1949–1958.
- Ausgehendes Mittelalter: Gesammelte Aufsätze zur Geistesgeschichte des 14. Jahrhunderts, 3 volumi, 1964–1977.